# Saratoga (Wyoming)
Saratoga – miasto w Stanach Zjednoczonych, w stanie Wyoming, w hrabstwie Carbon.